# Over and Out (album Collage)
Over and Out – piąty album studyjny polskiej grupy Collage wydany w 2022 roku nakładem Mystic Production.
Album ukazał się 2 grudnia 2022 roku, 26 lat po poprzednim albumie studyjnym (Safe), 9 lat po reaktywacji zespołu.

## Powstanie albumu
W 2013 roku zespół Collage reaktywował się po 10-letniej przerwie, z nowym wokalistą – Karolem Wróblewskim. Od reaktywacji zespołu do wydania płyty minęło 9 lat. W tym czasie doszło do zmian w składzie zespołu.
Najpierw, w 2015 roku, zespół opuścił jego gitarzysta i współzałożyciel – Mirosław Gil. Zastąpił go Michał Kirmuć, który już wcześniej przez kilka miesięcy grał z zespołem jako „nieoficjalny muzyk Collage”. Z kolei w 2017 roku z zespołem rozstał się wokalista Karol Wróblewski, którego zastąpił Bartosz Kossowicz, śpiewający wcześniej w Quidam.
Oficjalnie zespół potwierdził nagrywanie nowego albumu w 2018 roku za pośrednictwem posta na platformie Facebook. W kwietniu 2022 roku poinformowano, że Collage podpisało kontrakt z Mystic Production, a premierę albumu zapowiedziano na jesień tego samego roku. Ostatecznie album został wydany 2 grudnia 2022 roku.
Basista zespołu, Piotr Witkowski, zapytany, dlaczego prace nad albumem trwały 9 lat, tłumaczył w wywiadzie, że zespół Collage generalnie długo pracuje nad swoimi utworami. Przez pierwsze dwa lata po reaktywacji zespół miał tylko koncertować i nie pracować nad nowym albumem. Dodał także, że oprócz zmian personalnych wpływ miała też pandemia, podczas której na rok muzycy przerwali pracę nad albumem. Podkreślił też, że muszą godzić swoje życie prywatne i zawodowe z nagraniami, gdyż nie utrzymują się z Collage.

### Okładka
Na okładce albumu znajduje się obraz „AG76” Zdzisława Beksińskiego. Dzieła tego autora były już wykorzystywane w poprzednich albumach: „Moonshine” oraz „Safe”. Zespół przekazał, że ponieważ Zdzisław Beksiński nie żył w momencie powstawania albumu, musieli się zwrócić z prośbą o wykorzystanie jego obrazów do Muzeum Historycznego w Sanoku. Jego dyrektor, Jarosław Serafin, wyraził zgodę na wykorzystanie obrazu ze względu na wcześniejsze związki zespołu z rodziną Beksińskich.

## Lista utworów
Album zawiera utwory:
1. Over and Out – 21:50
2. What About The Pain (A family album) – 8:36
3. One Empty Hand – 5:03
4. A Moment A Feeling – 13:22
5. Man In The Middle (feat. Steve Rothery) – 9:10

## Twórcy
Twórcami albumu są:
- Bartosz Kossowicz – śpiew
- Michał Kirmuć – gitary
- Krzysztof Palczewski – instrumenty klawiszowe
- Piotr Witkowski – gitara basowa
- Wojtek Szadkowski – perkusja

Gościnnie:
- Chór dziecięcy (2)
- Steve Rothery – gitara elektryczna (5)

## Przyjęcie krytyków
Krytycy początkowo ironicznie komentowali zapowiedzi nowego albumu, o którym słyszeli przez wiele lat, jednak ostatecznie album zdobył pozytywne oceny.
Tomasz Dudkowski stwierdził, że był to „jeden z najbardziej wyczekiwanych albumów w historii polskiej muzyki” i określił go „prawie godzinną porcją wyśmienitej muzyki”. Portal ArtRock.pl wystawił albumowi ocenę 8++ (arcydzieło), czyli najwyższą ocenę w 10-stopniowej skali tego portalu. Recenzent Mariusz Danielak porównał nowy album do dobrej szkockiej whisky: „stworzony zgodnie z tradycją”, „fajnie, że jednak długo poleżakował, najwyraźniej w dobrych, dębowych beczkach”, „jest i słodki, ale i wytrawny, a do tego ma całkiem sporo świeżych nut”. Sebastian Chosiński recenzujący album dla Esensji stwierdził, iż jest on wybitny. Dodał, że starał się szukać się dziury w całym, ale musiał się poddać. Ostatecznie przyznał 90% esencji, czyli 9/10.
Radio Poznań pozytywnie oceniło zmiany w zespole, stwierdzając, że „muzycy współgrają ze sobą idealnie”. Bartosz Kossowicz „doskonale wkomponował się w zespół”, a zmiana gitarzysty nie wiązała się z „rewolucją muzyczną”, gdyż Michał Kirmuć „z szacunkiem podszedł do historii grupy”. Błażej Obiała album określił „magicznym” i przyznał ocenę 6/6, Brzeźnicki na łamach portalu kvlt wystawił albumowi ocenę 9/10. Łukasz Dębowski na łamach portalu Polska Płyta, Polska Muzyka, ocenił album 4/5 i stwierdził, że chociaż album nie jest odkrywczy, nadrabia perfekcjonizmem wykonawczym.

## Trasa koncertowa
W lutym 2023 roku zespół zapowiedział trasę koncertową promującą album. Collage w ramach trasy zaplanowało cztery koncerty w maju: w Krakowie, w Lublinie, w Gdyni; oraz sześć w czerwcu: w Łodzi, we Wrocławiu, w Toruniu, w Chorzowie, w Poznaniu oraz w Szczecinie. Zapowiedziano także, że na trasie supportować będą następujące zespoły: Hipgnosis, Stillnox, Pale Mannegquin, Origin of Escape, Szepty, Alhena.
W lutym 2024 roku Collage zapowiedziało ostatnie trzy koncerty promujące album, które miały odbyć się w kwietniu tego roku w Krakowie, Łodzi oraz Gdańsku.